# 帕特里夏·布罗克
帕特里夏·布罗克（德語：Patricia Brocker，1966年4月7日—），德国女子足球运动员。她曾代表德国国家队参加瑞典举行的1995年国际足联女子世界杯，结果队伍获得亚军。